# Florian Gallenberger

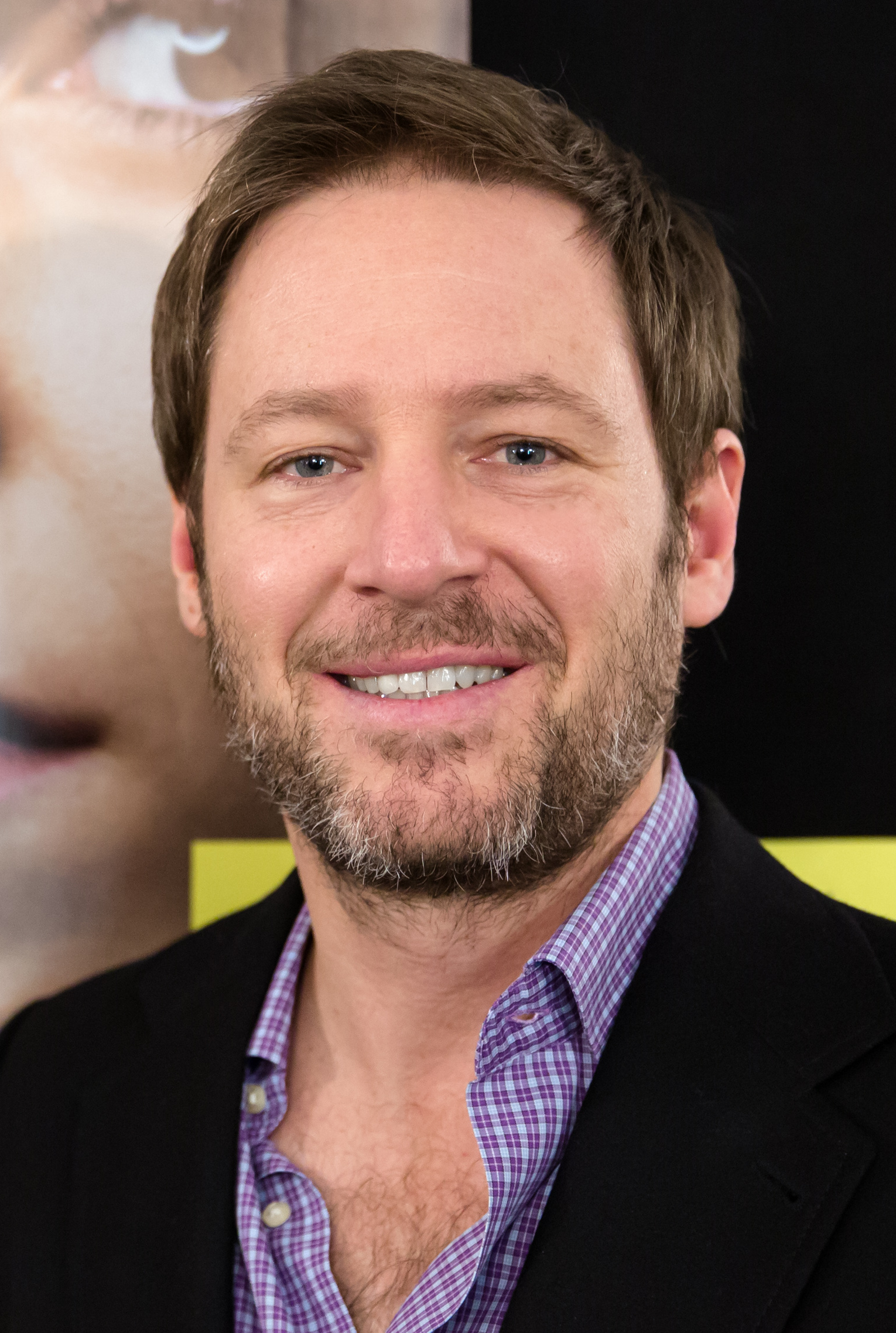
Florian Gallenberger (2016)

Florian Gallenberger (* 1972 in München) ist ein deutscher Filmregisseur, Drehbuchautor und Filmproduzent. Er gewann im Jahr 2001 mit dem Abschlussfilm seines Studiums, Quiero ser, einen Oscar in der Kategorie Kurzfilm.

## Leben
Nach dem Abitur am Feodor-Lynen-Gymnasium in Planegg studierte Gallenberger zunächst Philosophie, Psychologie und Russisch, bevor er von 1992 bis 1999 ein Studium an der Münchener Hochschule für Fernsehen und Film absolvierte. Während des Studiums drehte er diverse Filme, unter anderem in Zusammenarbeit mit Wim Wenders die Dokumentation Die Gebrüder Skladanowsky. Dieser Film gewann in Montreal den Preis für den besten Dokumentarfilm. Im Jahr 2001 erhielt Gallenberger für Quiero ser, einem Film, der den Überlebenskampf von Straßenkindern in der Metropole Mexiko-Stadt thematisiert, einen Academy Award in der Kategorie Bester Kurzfilm.
2004 drehte er seinen ersten abendfüllenden Spielfilm Schatten der Zeit, der den Bayerischen Filmpreis für den „besten Erstlingsfilm“ und die „beste Kamera“ gewann. Außerdem war Schatten der Zeit 2006 für zwei Deutsche Filmpreise nominiert und beim International Festival of Love Films in Mons (Belgien) als bester Film erfolgreich.
2009 erhielt Gallenberger für den in China gedrehten internationalen Kinofilm John Rabe, produziert von Mischa Hofmann, Benjamin Herrmann und Jan Mojto, eine Nominierung für den Deutschen Filmpreis als Bester Regisseur, während der Film mit dem Filmpreis in Gold ausgezeichnet wurde. Gallenberger arbeitete fast vier Jahre an diesem Film und verbrachte davon etwa zwei Jahre in China.
2013 produzierte Gallenberger gemeinsam mit Benjamin Herrmann die Tragikomödie Hin und weg unter der Regie von Christian Zübert, mit Florian David Fitz, Julia Koschitz, Jürgen Vogel, Miriam Stein und Hannelore Elsner in den Hauptrollen. Sein Kino-Thriller Colonia Dignidad – Es gibt kein Zurück mit Emma Watson und Daniel Brühl in den Hauptrollen verbindet die historischen Hintergründe der Colonia Dignidad mit einer fiktiven Geschichte und wurde als Bester Film mit dem Bayerischen Filmpreis ausgezeichnet und für 5 Deutsche Filmpreise nominiert. 2018 kam die Komödie Grüner wird’s nicht, sagte der Gärtner und flog davon in die Kinos, mit Elmar Wepper und Emma Bading in den Hauptrollen. 2021 startete die Komödie und Bestseller-Verfilmung Es ist nur eine Phase, Hase mit Christoph Maria Herbst und Christiane Paul in den Hauptrollen in den Kinos.
Florian Gallenberger gehörte 2003 zu den Gründungsmitgliedern der Deutschen Filmakademie. Im Dezember 2011 wurde er von der Hochschule für Fernsehen und Film München zum Honorarprofessor ernannt. Er ist Mitglied der internationalen Hochbegabten-Vereinigung „Mensa“. 2022 wurde er gemeinsam mit Alexandra Maria Lara als Nachfolger von Ulrich Matthes Präsident der Deutschen Filmakademie.

## Filmografie (Auswahl)
- 1980: Polizeiinspektion 1 – Der Fuchs und die Trauben
- 1990: Der Schlag ans Hoftor
- 1993: Mysterium einer Notdurftanstalt
- 1995: Die Gebrüder Skladanowsky
- 1997: Tango Berlin
- 1997: Hure
- 1997: Buck
- 1999: Quiero ser
- 2000: Honolulu
- 2004: Schatten der Zeit
- 2009: John Rabe
- 2014: Hin und weg (als Produzent)
- 2015: Colonia Dignidad – Es gibt kein Zurück (Colonia)
- 2018: Grüner wird’s nicht, sagte der Gärtner und flog davon
- 2020: Der Überläufer
- 2021: Es ist nur eine Phase, Hase
- 2023: Tatort: Murot und das Paradies
- 2024: Perfect Match

## Literarische Bearbeitung
In der autobiografischen Erzählung Schöner Ball (erschienen in Schwimmbadsommer, Verlag C.H. Beck 2003) von Fridolin Schley schildert Schleys namenloses literarisches Alter Ego das Finale der Gautinger Junioren-Tennismeisterschaften von ca. 1992. Schleys Figur gewinnt das entscheidende Spiel gegen Florian Gallenberger, verzehrt sich jedoch zugleich nach Gallenbergers hübscher, großmütiger Freundin Martina.